# 蒂克利亞山 (查查斯區)
15°24′44″S 72°12′32″W / 15.41222°S 72.20889°W

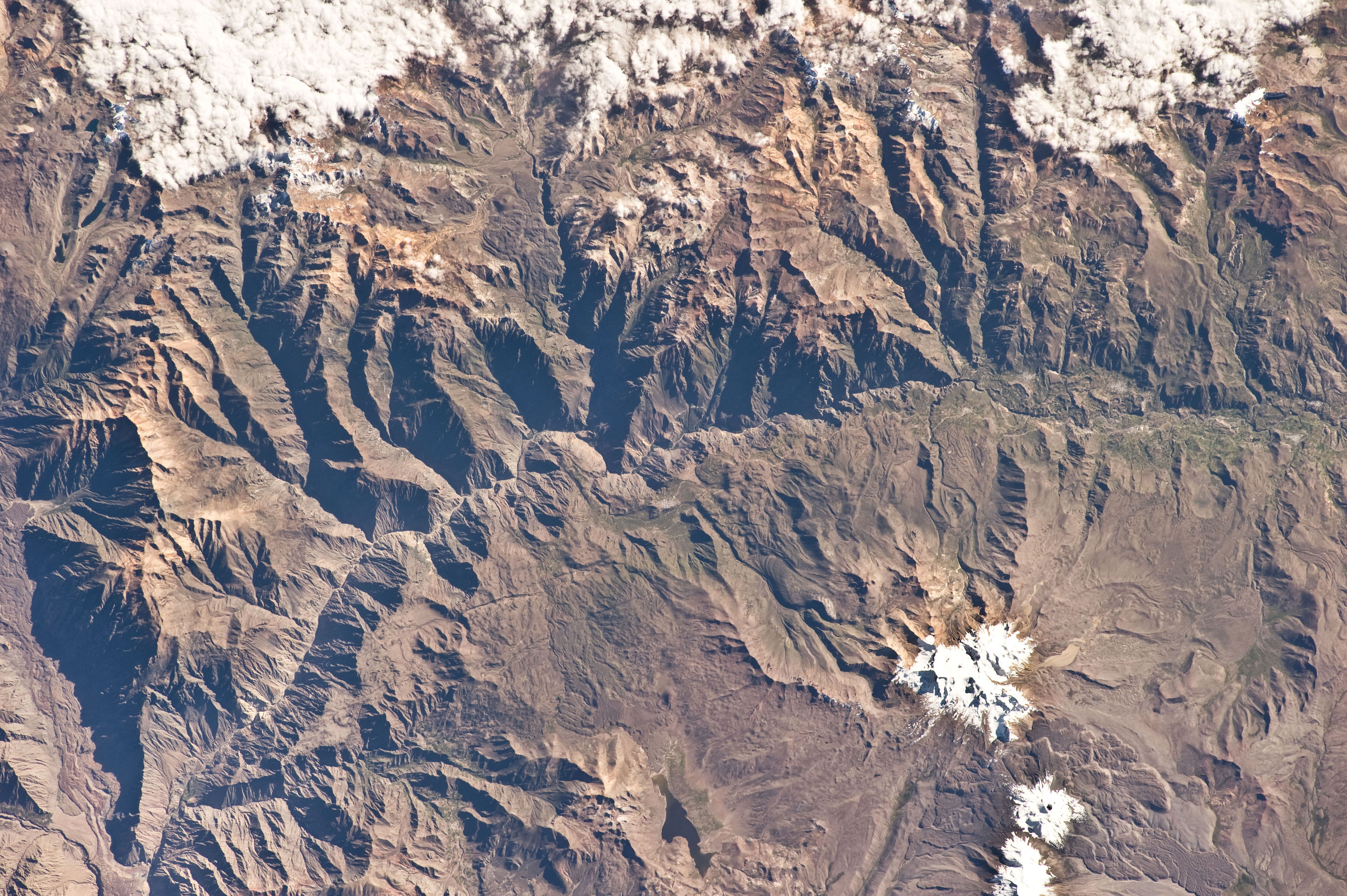

蒂克利亞山（Ticlla），是秘魯的山峰，位於該國南部阿雷基帕大區，由卡斯蒂利亞省的查查斯區負責管轄，屬於奇拉山脈的一部分，海拔高度5,200米。